# Оркен (Байтерецький район)
Орке́н (каз. Өркен) — село у складі Байтерецького району Західноказахстанської області Казахстану. Входить до складу Кушумського сільського округу.
У радянські часи село називалось Підсобне хозяйство Степне або Степне.
Населення — 300 осіб (2021; 338 у 2009, 336 у 1999, 351 у 1989).